# Cataulacus oberthueri
Cataulacus oberthueri är en myrart som beskrevs av Carlo Emery 1891. Cataulacus oberthueri ingår i släktet Cataulacus och familjen myror. Inga underarter finns listade.

## Bildgalleri

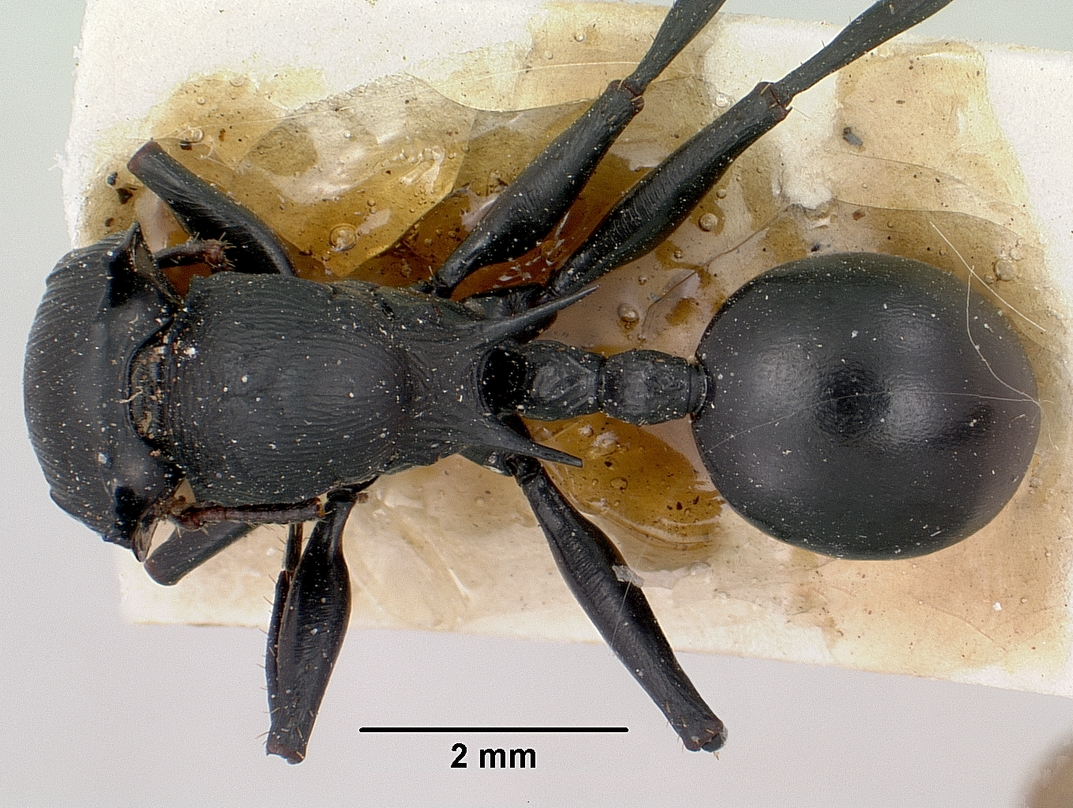
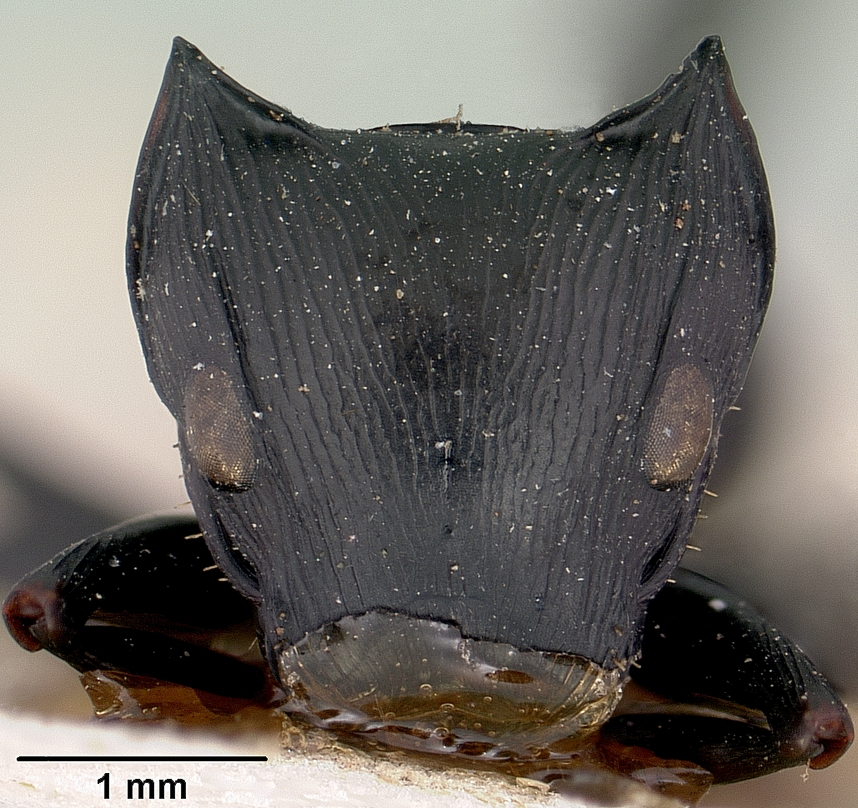
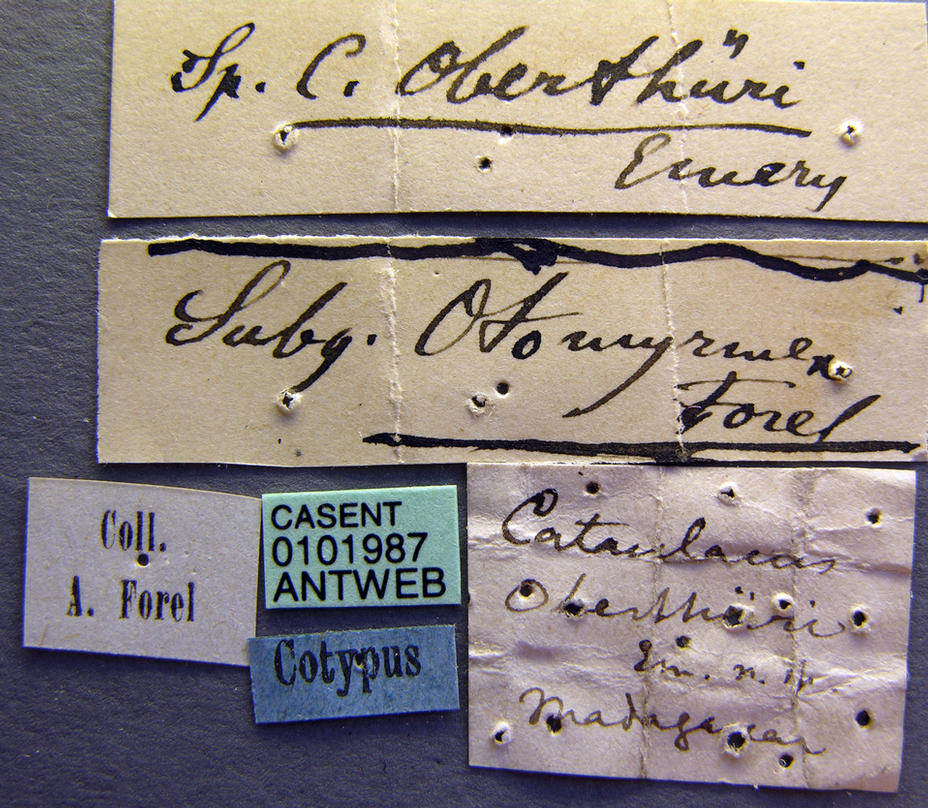
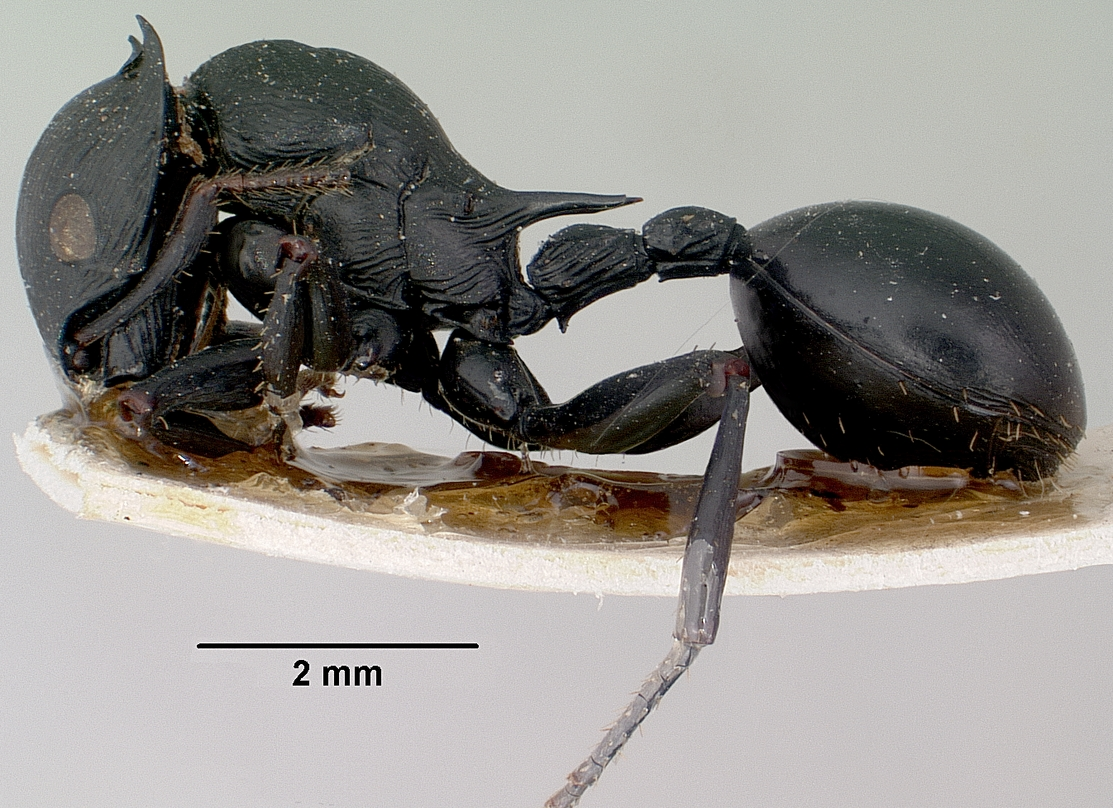
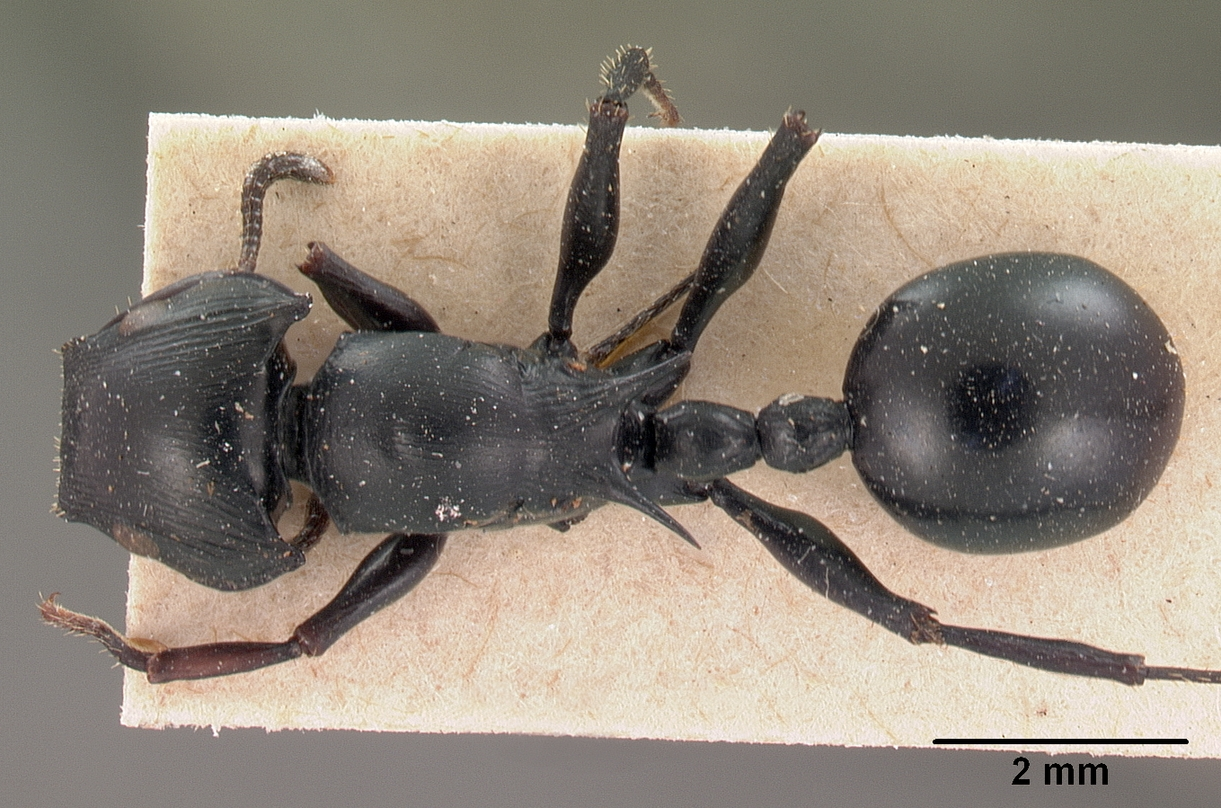
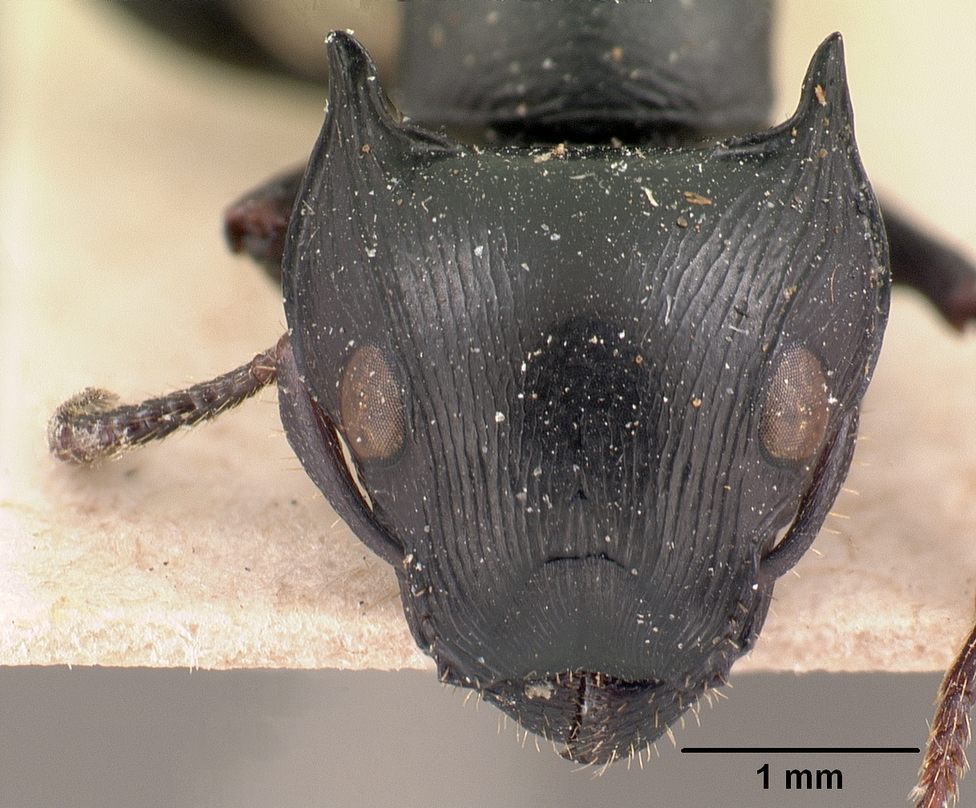